# Oswald Balzer

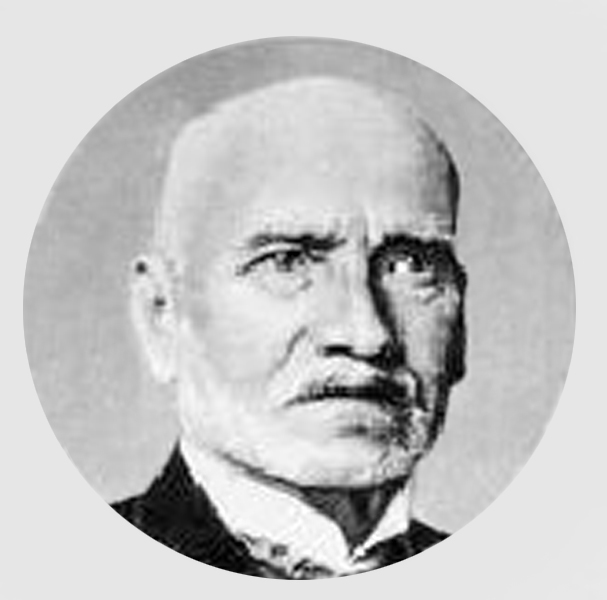
Oswald Balzer

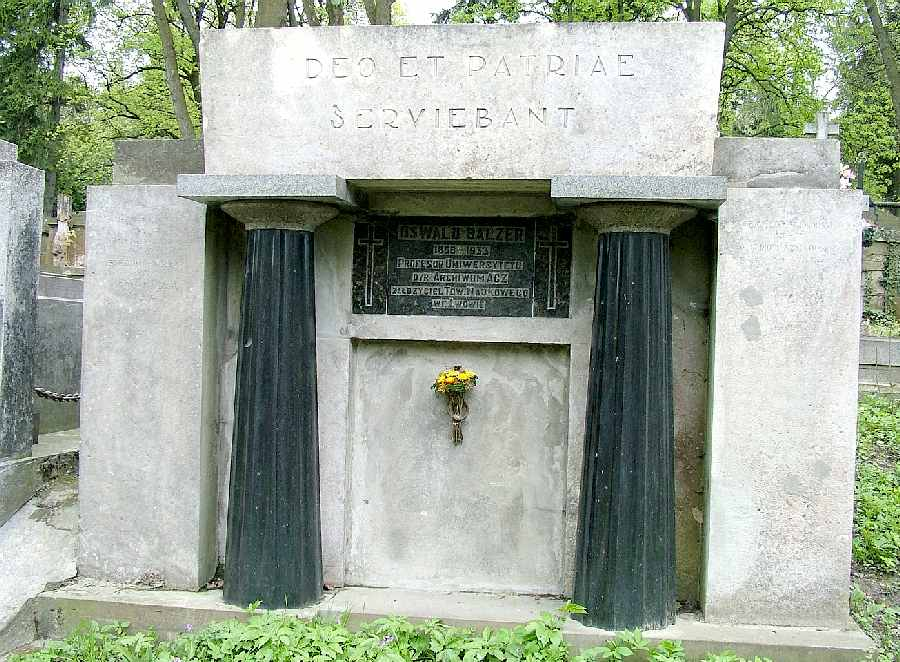
Grabmal Oswald Balzer am Łyczakowski-Friedhof in Lemberg

Oswald Marian Balzer (* 23. Januar 1858 in Chodorów, Kaisertum Österreich; † 11. Januar 1933 in Lwów, Polen) war ein Historiker der polnischen Gesellschaftsordnung und Gesetzgebung.

## Leben
Sein Vater, Franz Balzer, war ein österreichischer Beamter. Oswald besuchte die Volksschule in Chodorów, dann lernte er in der Kaiserlich-Königlichen Römisch-Katholischen Musterschule in Lemberg. Anschließend besuchte er das 3. K.u.K. Franz-Josef-Gymnasium in Lemberg. Nach dem Abitur 1878 begann er das Studium an der Jura-Fakultät der Universität Lemberg. Im vierten Studienjahr besuchte er die Jagiellonen-Universität in Krakau.
Balzer habilitierte sich 1885 mit der Abhandlung „Die Genese des Königlichen Tribunals“. 1887 wurde er zum außerordentlichen Professor an der Lemberger Universität berufen, wo er bis 1933 wirkte.
1890 wurde er zum ordentlichen Professor des polnischen Privatrechtes und der Geschichte der polnischen Rechtes berufen. 1891 wurde er zum Direktor des Landesarchives der Kreis- und Grundakten in Lemberg ernannt.
1902 vertrat er die Regierung des Kronlandes Galizien und Lodomerien im Streit zwischen Galizien und Ungarn um den Meerauge-Bergsee in der Tatra. Die Angelegenheit wurde vor dem Schiedsgericht in Graz zugunsten Galiziens entschieden. Die damals festgelegte Grenze gilt bis heute.
Er war immer parteilos. Während des Polnisch-Sowjetischen Krieges im August 1920 hat ihm der Staatsabwehrrat die Funktion des Vorsitzenden des Staatsabwehrtribunals vorgeschlagen. 1921 wurde er als erster Vertreter der polnischen Wissenschaftler mit dem Orden des Weißen Adlers ausgezeichnet.
Er war 1901 Gründer und langjähriger Vorsitzender der Lemberger Wissenschaftlichen Gesellschaft, Mitglied der Polnischen Akademie der Gelehrsamkeit in Krakau, der Akademien der Wissenschaften in Prag, St. Petersburg, Sofia, Zagreb, der Warschauer Wissenschaftlichen Gesellschaft.
Er wurde von fünf Universitäten mit der Ehrendoktorwürde geehrt:
- Jan-Kazimierz-Universität Lemberg 1903
- Karls-Universität Prag 1909
- Warschauer Universität 1921
- Adam-Mickiewicz-Universität Posen 1926
- Stefan-Batory-Universität Wilna 1928.

Er wurde auf dem Łyczakowski-Friedhof in Lemberg bestattet.